# Setmana Catalana de 1971
La Setmana Catalana de 1971, va ser la 9a edició de la Setmana Catalana de Ciclisme. Es disputà en 6 etapes del 21 al 25 de març de 1971. El vencedor final fou l'francès Raymond Poulidor de l'equip Fagor-Mercier per davant de Gösta Pettersson i Luis Ocaña.
La cursa es componia de 6 trofeus en què el cinquè estava dividit en dues parts.
La lluita entre els ciclistes va ser competida i les diferències finals van ser molt ajustades quedant els 6 primers a menys de 30 segons.

## Etapes
| Etapa | Data       | Ciutats d'etapa                       | km    | Vencedor de l'etapa               | Líder de la general    |
| ----- | ---------- | ------------------------------------- | ----- | --------------------------------- | ---------------------- |
| 1a A  | 21 de març | Circuit de Montjuïc (Barcelona) (CRI) | 10,0  | Luis Ocaña (ESP)                  | Luis Ocaña (ESP)       |
| 1a B  | 21 de març | Castelldefels – Reus                  | 103,0 | Walter Godefroot (BEL)            | Luis Ocaña (ESP)       |
| 3a    | 22 de març | Tarragona – L'Hospitalet de Llobregat | 196,0 | Italo Zilioli (ITA)               | Luis Ocaña (ESP)       |
| 4a    | 23 de març | Sabadell – Malgrat de Mar             | 187,0 | José Manuel López Rodríguez (ESP) | Raymond Poulidor (FRA) |
| 4a A  | 24 de març | Malgrat de Mar - Girona               | 109,0 | Raymond Riotte (FRA)              | Raymond Poulidor (FRA) |
| 4a B  | 24 de març | Girona – Manlleu                      | 100,0 | Leif Mortensen (DEN)              | Raymond Poulidor (FRA) |
| 5a    | 25 de març | Manlleu – Soldeu ( Andorra)           | 169,0 | Italo Zilioli (ITA)               | Raymond Poulidor (FRA) |

### 1a etapa A (IV Trofeu Dicen)[1]
21-03-1971: Circuit de Montjuïc (Barcelona) CRI, 10,0 km.:
|   | Ciclista               | Equip         | Temps   |
| - | ---------------------- | ------------- | ------- |
| 1 | Luis Ocaña (ESP)       | Bic           | 14' 20" |
| 2 | Raymond Poulidor (FRA) | Fagor-Mercier | + 7"    |
| 3 | Gösta Pettersson (SWE) | Ferretti      | + 16"   |

### 1a etapa B (IX Trofeu Doctor Assalit)[1]
21-03-1971: Castelldefels – Reus, 103,0 km.:
|   | Ciclista                     | Equip               | Temps      |
| - | ---------------------------- | ------------------- | ---------- |
| 1 | Walter Godefroot (BEL)       | Peugeot-BP-Michelin | 2h 33' 14" |
| 2 | Ramón Sáez (ESP)             | Werner              | m. t.      |
| 3 | Albert van Vlierberghe (BEL) | Ferretti            | m. t.      |

### 2a etapa (I Trofeu Ciutat de L'Hospitalet)[2]
22-03-1971: Tarragona – L'Hospitalet de Llobregat, 196,0 km.:
|   | Ciclista                | Equip               | Temps      |
| - | ----------------------- | ------------------- | ---------- |
| 1 | Italo Zilioli (ITA)     | Ferretti            | 5h 37' 12" |
| 2 | Georges Pintens (BEL)   | Hertekamp-Magniflex | m. t.      |
| 3 | Miguel María Lasa (ESP) | Orbea               | + 36"      |

### 3a etapa (XXI Trofeu Juan Fina)[2]
23-03-1971: Sabadell – Malgrat de Mar, 187,0 km.:
|   | Ciclista                          | Equip    | Temps      |
| - | --------------------------------- | -------- | ---------- |
| 1 | José Manuel López Rodríguez (ESP) | Werner   | 5h 12' 53" |
| 2 | Miguel María Lasa (ESP)           | Orbea    | m. t.      |
| 3 | Gösta Pettersson (SWE)            | Ferretti | m. t.      |

### 4a etapa A (IV Trofeu Marià Cañardo)[3]
24-03-1971: Malgrat de Mar – Girona, 109,0 km.:
|   | Ciclista               | Equip   | Temps      |
| - | ---------------------- | ------- | ---------- |
| 1 | Raymond Riotte (FRA)   | Sonolor | 2h 54' 08" |
| 2 | Jos Schoeters (BEL)    | Goldor  | m. t.      |
| 3 | Domingo Perurena (ESP) | Kas     | m. t.      |

### 4a etapa B (IV Trofeu Marià Cañardo)[3]
24-03-1971: Girona – Manlleu, 100,0 km. :
|   | Ciclista                          | Equip  | Temps      |
| - | --------------------------------- | ------ | ---------- |
| 1 | Leif Mortensen (DEN)              | Bic    | 2h 51' 53" |
| 2 | Domingo Perurena (ESP)            | Kas    | + 45"      |
| 3 | José Manuel López Rodríguez (ESP) | Werner | m. t.      |

### 5a etapa (VIIITrofeu Les Valls)[4]
25-03-1971: Manlleu – Soldeu, 169,0 km.:
|   | Ciclista             | Equip    | Temps      |
| - | -------------------- | -------- | ---------- |
| 1 | Italo Zilioli (ITA)  | Ferretti | 4h 59' 53" |
| 2 | Leif Mortensen (DEN) | Bic      | + 1"       |
| 3 | Luis Ocaña (ESP)     | Bic      | m. t.      |

## Classificació General
|    | Ciclista                | Equip               | Punts       |
| -- | ----------------------- | ------------------- | ----------- |
| 1  | Raymond Poulidor (FRA)  | Fagor-Mercier       | 24h 25' 03" |
| 2  | Gösta Pettersson (SWE)  | Ferretti            | + 9"        |
| 3  | Luis Ocaña (ESP)        | Bic                 | + 15"       |
| 4  | Italo Zilioli (ITA)     | Ferretti            | + 15"       |
| 5  | Georges Pintens (BEL)   | Hertekamp-Magniflex | + 15"       |
| 6  | Miguel María Lasa (ESP) | Orbea               | + 25"       |
| 7  | Leif Mortensen (DEN)    | Bic                 | + 47"       |
| 8  | Jean Jourden (FRA)      | Peugeot-BP-Michelin | + 52"       |
| 9  | Pedro Torres (ESP)      | La Casera           | + 1' 01"    |
| 10 | Joaquín Galera (ESP)    | Karpy               | + 1' 10"    |